# Clannad
Clannad är en irländsk musikgrupp från Gaoth Dobhair, County Donegal. Deras musik betecknas ofta som folkmusik, irländsk folkmusik, folkpop och new age. Clannad består av Máire Ní Bhraonáin (Moya Brennan), Ciarán Brennan, Pól Brennan, Noel Duggan och Pádraig Duggan. Eithne Ní Bhraonáin (Enya), Máires syster, var medlem i gruppen under tidigt 1980-tal. Bandet vann 1997 en Grammy för Bästa New Age-album, och deras skivor har sålt i över 15 miljoner exemplar. De är också kända för att vara det första bandet som spridit irländsk folkmusik på iriska världen över.

## Karriär

### Början
Syskonen Ciarán, Pól och Máire Uí Bhraonáin (Brennan) och deras två morbröder Noel och Pádraig Ó Dúgáin (Duggan) växte upp i Gaoth Dobhair, en liten irisktalande by på Irlands landsbygd. Hela familjen och släkten ägnade sig åt musik. Brennans mor, Baba, var musiklärare och deras far, Leo, var tidigare medlem i ett kabaréband. Leo reste mycket under de tidiga åren med familjen. Senare köpte familjen puben Leo's Tavern (Tábhairne Leo). Barnen gjorde ofta coverversioner av Beatles, Beach Boys och Joni Mitchell som de både spelade hemma och framförde på puben.
Namnet Clannad kommer från An Clann As Dobhar, vilket betyder "familjen från Dore".

### De traditionella åren
Det första framträdandet under namnet Clannad skedde på en lokal folkmusikfestival i Letterkenny i Donegal där gruppen vann förstapriset, ett skivkontrakt med den irländska delen av Phillips. Medlemmarna gick då fortfarande i skola och på college. Clannad började inte spela in sin första skiva förrän 1973 eftersom skivbolaget inte delade bandets uppfattning om att halva skivan skulle ha texter på iriska.
Bandets debutalbum, den självbetitlade Clannad, spelades in 1973. Skivan innehåller traditionella låtar med influenser av bland annat jazzmusik, men det var de iriskspråkiga låtarna som lockade lyssnarna. Albumet finns också under namnet The Pretty Maid.
Det andra albumet med titeln Clannad 2 släpptes 1975 på Gael-Linn Records. Albumet producerades av Planxty och Bothy Bands grundare Dónal Lunny. Texterna är huvudsakligen på iriska. Bandet experimenterade fortfarande, men började nu använda fler traditionella akustiska instrument vilket gjorde att musiken fortfarande främst betraktades som folkmusik.
Följande år släpptes albumet Dúlamán. Titelspåret är en lugn akustisk sång om två dúlamán eller sjögräshandelsmän, där en av männen försöker vinna den andre mannens vackra dotters kärlek. Dúlamán har blivit en favorit under Clannads liveframträdanden, men då i en rockig version av som fångar stämningen i originalet.
Bandet bestod under denna tid (1976) av Márie på sång och harpa, Ciarán på kontrabas, elektriskt piano och sång, Pól på flöjt, gitarr och bongo, Noel på gitarr och sång, och Pádraig på mandolin, gitarr och sång. De behöll sin gaeliska stavning av efternamnet "Ó Braonáin" för bröderna, Ní Bhraonáin för Máire och Ó Dúgáin för Pádraig och Noel.
Clannad in Concert släpptes 1979. Albumet innehåller utvalda inspelningar från bandets turné i Schweiz 1978, bandets mest kända version av "Down By the Sally Gardens" samt en 10-minutersversion av "Níl Sé'n Lá".
Bandets nästa album var Crann Úll (iriska för äppelträd) släppt 1980 på Tara Records. På albumet har Máire Ní Bhraonáins harpa en mer framträdande roll. På "Gathering Mushrooms" medverkar hennes syster Eithne Ní Bhraonáin (även känd som Enya) som vokalist.
Clannad spelade in Fuaim i Dublin (Windmill Studios) 1981; ett album där Clannad experimenterar med ett mer elektriskt sound. Enya blev för en kort tid medlem i bandet. Hon är huvudvokalist på låtarna "An tÚll" och "Buaireadh an Phósta" och spelar keyboard och munspel på albumet. Fuaim innehåller Clannads första experiment med synthesizer. Även Neil Buckley medverkar på slagverk, elektriskt piano, saxofon och klarinett.
Året efter denna skiva lämnade Enya bandet för att satsa på sin solokarriär.
Legend släpptes 1984 som soundtrackalbum från den brittiska TV-serien Robin av Sherwood. 1985 belönades skivan med BAFTA-priset för Bästa originalmusik för TV. Inledningsmusiken i serien, spåret "Robin (The Hooded Man)" släpptes också som 7"-singel 1984, med TV-seriens huvudrollsinnehavare Michael Praed som Robin Hood på omslaget.

## Diskografi
Studioalbum
- 1973 – Clannad
- 1975 – Clannad 2
- 1976 – Dúlamán
- 1980 – Crann Úll
- 1982 – Fuaim
- 1983 – Magical Ring
- 1984 – Legend
- 1985 – Macalla
- 1987 – Sirius
- 1988 – Atlantic Realm
- 1989 – PastPresent
- 1989 – The Angel and the Soldier Boy
- 1990 – Anam
- 1993 – Banba
- 1995 – Themes
- 1996 – Lore
- 1997 – Landmarks
- 2013 – Nádúr

Livealbum
- 1979 – Clannad in Concert
- 2005 – Live in Concert
- 2012 – Clannad: Christ Church Cathedral
- 2018 – Turas 1980

Samlingsalbum (urval)
- 1987 – The Collection
- 1989 – Past Present
- 1992 – Themes
- 1996 – Rogha: The Best of Clannad
- 1998 – An Díolaim
- 2000 – Clannad: the Greatest Hits
- 2002 – A Magical Gathering: The Clannad Anthology
- 2003 – The Best of Clannad: In a Lifetime
- 2007 – Songbook (The Very Best of Clannad)
- 2008 – Celtic Themes: The Very Best of Clannad
- 2008 – Beginnings: The Best of the Early Years
- 2012 – The Essential Clannad

Övrigt
- 2020 – "A Celtic Dream" (singel)